# Choma (stolica tytularna)
Choma (łac. Diœcesis Chomatitanus) – stolica historycznej diecezji w Cesarstwie Rzymskim (prowincja Licja), współcześnie w Turcji. Pierwszym wzmiankowanym w źródłach biskupem tej diecezji był Pionius (IV w.). Od 1933 katolickie biskupstwo tytularne, wakujące od 1978.

## Biskupi tytularni
| Lp. | Biskup                    | Od                | Do               |
| --- | ------------------------- | ----------------- | ---------------- |
| 1   | Lorenzo Bianchi PIME      | 21 kwietnia 1949  | 3 września 1951  |
| 2   | Luigi Carlo Borromeo      | 4 listopada 1951  | 28 grudnia 1952  |
| 3   | John Baptist Sye Bong-Kil | 3 lipca 1955      | 10 marca 1962    |
| 4   | Joseph Arthur Costello    | 17 listopada 1962 | 22 września 1978 |